# Amell Santana
Amell Santa de Jesus (sinh ngày 30 tháng 7 năm 1987 tại Sabana de la Mar) là một nữ hoàng sắc đẹp. Cô dự thi Hoa hậu Hoàn vũ Cộng hòa Dominican 2005, đại diện cho tỉnh Thị trưởng Hato và đoạt danh hiệu Á hậu 1. Santana sau đó dự thi Hoa hậu Cộng hòa Dominican 2005 và cũng đoạt danh hiệu Á hậu 1. Nhận được hầu hết các phiếu bầu của giám khảo, cô đã đăng quang Hoa hậu Trái Đất Cộng hòa Dominican 2005. Vài tháng sau, cô đại diện cho Cộng hòa Dominican trong cuộc thi Hoa hậu Trái Đất 2005 và đoạt vương miện Hoa hậu Không khí (tương đương Á hậu 1).